# The Pursuit of Love
The Pursuit of Love é uma minissérie britânica escrita e dirigida por Emily Mortimer, baseada no romance de mesmo nome de 1945 de Nancy Mitford. Estreou em 9 de maio de 2021 na BBC One.

## Elenco
- Lily James como Linda Radlett
- Emily Beecham como Fanny Logan
- Andrew Scott como Lord Merlin
- Dominic West como Tio Matthew
- Dolly Wells como Tia Sadie
- John Heffernan como Davey
- Beattie Edmondson como Louisa Radlett
- Assaad Bouab como Fabrice de Sauveterre
- Shazad Latif como Alfred Wincham
- Freddie Fox como Tony Kroesig
- James Frecheville como Christian Talbot[carece de fontes?]

## Recepção
No Rotten Tomatoes, a série detém um índice de aprovação de 88%, com base em 48 críticas, com uma nota média de 7,5/10. O consenso da crítica do site diz: "Embora nem sempre seja tão inteligente quanto imagina a si mesmo, o elenco e os procedimentos cheios de estilo de The Pursuit of Love provam ser uma diversão deliciosa".